# Parc Nacional de Kerinci Seblat
El Parc Nacional de Kerinci Seblat és el més gran dels parcs nacionals d'Indonèsia. Junt amb els parcs nacionals de Bukit Barisan Selatan i Gunung Leuser, Kerinci Seblat forma el Patrimoni de la selva tropical de Sumatra, inscrit a la llista del Patrimoni de la Humanitat de la UNESCO, des del 2004.
Cobreix una superfície d'1,4 milions d'hectàrees encavalcant les províncies de Bengkulu, Jambi, Sumatra Occidental i Sumatra Meridional a l'illa de Sumatra. El parc forma part de la cadena dels Bukit Barisan, que segueix el litoral occidental de l'illa, de nord-oest a sud-est. El parc inclou el Kerinci, el volcà més alt d'Indonèsia amb 3.805 m, i el punt culminant de l'illa de Sumatra. El parc és molt divers en flora i fauna. Més de 4.000 espècies de plantes creixen en l'àrea de parc, incloent-hi la flor més gran del món, la Rafflesia arnoldii, i la flor més alta, Titan Arum. Pel que fa a la fauna, inclou el tigre de Sumatra, el rinoceront de Sumatra, l'elefant de Sumatra, la pantera nebulosa de Borneo, el tapir asiàtic, l'os malai i 370 espècies d'ocells.